# Trenton (Ohio)
Pour les articles homonymes, voir Trenton.
Trenton est une ville des États-Unis située dans le comté de Butler dans l'Ohio.
La ville compte 13 021 habitants en 2020.